# Hakan Demirel
Hakan Demirel (Erzurum, 7 maggio 1986) è un ex cestista turco.
Alto 192 cm, giocava come guardia.

## Carriera
Con la Turchia ha disputato i Campionati mondiali del 2006 e i Campionati europei del 2007.

## Palmarès
- Campionato turco: 2

Fenerbahçe Ülker: 2006-07, 2007-08